# Dance, Dance, Dance (Yowsah, Yowsah, Yowsah)
Pour la chanson des Beach Boys, voir Dance, Dance, Dance.
Singles de Chic
Everybody Dance
(1978)
Clip vidéo
[vidéo] « Dance, Dance, Dance (Yowsah, Yowsah, Yowsah) », sur YouTube
Dance, Dance, Dance (Yowsah, Yowsah, Yowsah) est une chanson du groupe américain Chic issue de sonr premier album Chic et sortie en single le 30 septembre 1977. Elle est écrite et produite par Bernard Edwards, Nile Rodgers et Kenny Lehman. Luther Vandross assure les chœurs. Il travaille à l'époque comme chanteur de session.
C'est le premier single et le premier succès du groupe, atteignant la 6e place des classements Billboard Hot 100 et Hot Soul ainsi que la 1re place du classement Disco, aux côtés de You Can Get By et Everybody Dance. Il s'est également classé dans le top 10 au Canada et au Royaume-Uni.

## Paroles et contexte
La partie « yowsah, yowsah, yowsah » du titre, qui apparaît comme une interjection parlée au milieu de la chanson, a ses origines chez le violoniste de jazz américain et personnalité de la radio Ben Bernie, qui l'a popularisée dans les années 1920. L'expression a été de nouveau popularisé en 1969 dans le film On achève bien les chevaux (They Shoot Horses, Don't They?).

Dans le New York Daily News, le coauteur Nile Rodgers explique comment il a trouvé les paroles : 

« Bernard est venu à mon appartement un jour et il avait écrit toutes les paroles, mais nous voulions ajouter une phrase d'accroche, alors nous avons eu plusieurs idées comme « 23 skidoo » et « Oh, you kid » et toutes ces choses. Nous avions en tête quelque chose comme les anciens marathons de danse, où les animateurs faisaient danser les gens, et finalement nous avons pensé à la façon dont Gig Young n'arrêtait pas de dire « Yowsah, yowsah, yowsah » dans On achève bien les chevaux. »

## Liste des titres
Toutes les chansons sont écrites et composées par Bernard Edwards, Nile Rodgers et Kenny Lehman.
| A. | Dance, Dance, Dance (Yowsah, Yowsah, Yowsah) | 3:39 |
| B. | São Paulo                                    | 3:12 |

| A. | Dance, Dance, Dance (Yowsah, Yowsah, Yowsah) | 8:30 |
| B. | São Paulo                                    | 4:58 |

## Crédits
- Bernard Edwards - basse, arrangements
- Nile Rodgers - guitare, chœurs, arrangements
- Norma Jean Wright - chant
- Tony Thompson - batterie
- Luther Vandross - chœurs
- Vito Rendace - saxophone ténor
- Kenny Lehman - arrangements

## Classements et certifications
| Classement (1977-78)                 | Meilleure position |
| ------------------------------------ | ------------------ |
| Allemagne de l'Ouest (Media Control) | 40                 |
| Australie (Kent Music Report)        | 28                 |
| Canada (RPM Top Singles)             | 6                  |
| Canada (RPM Top Disco)               | 10                 |
| États-Unis (Hot 100)                 | 6                  |
| États-Unis (Dance Club Songs)        | 1                  |
| États-Unis (Hot Soul Singles)        | 6                  |
| France (IFOP)                        | 42                 |
| Irlande (IRMA)                       | 11                 |
| Mexique (Billboard)                  | 3                  |
| Nouvelle-Zélande (RMNZ)              | 15                 |
| Pays-Bas (Nederlandse Top 40)        | 37                 |
| Pays-Bas (Nationale Hitparade)       | 22                 |
| Royaume-Uni (UK Singles Chart)       | 6                  |

| Classement (1978)             | Position |
| ----------------------------- | -------- |
| Canada (RPM Top Singles)      | 62       |
| États-Unis (Hot 100)          | 20       |
| États-Unis (Hot Soul Singles) | 27       |

### Certifications
| Région                                | Certification | Ventes/Streams |
| ------------------------------------- | ------------- | -------------- |
| États-Unis (RIAA)                     | Or            | 500 000^       |
| ^Mise en rayon selon la certification |               |                |